# Adrienne de Smet
Adrienne Anna de Smet (Harderwijk, 5 september 1915- Leeuwarden, 26 maart 1976) was een Nederlands violist van Belgische komaf.
Ze was dochter van Irene Rosalie Valckenier en koopman en musicus Edouard Antoine Jean De Smet uit Sint-Gillis. Ook haar broer was musicus.
Ze was van oorsprong Belgisch, ze kwam in Harderwijk ter wereld als dochter van een Belgisch echtpaar op de vlucht voor de Eerste Wereldoorlog. Ze is naar eigen zeggen geboren in het vluchtelingenkamp aldaar. Toen die oorlog afgelopen was, trok het gezin weer naar huis. Vlak daarna begonnen haar eerste pianolessen en daaropvolgend op negenjarige leeftijd de vioollessen. Wonend in Brussel kon ze gaan studeren aan het plaatselijk conservatorium bij Charles Zimmer. De crisisjaren onderbraken haar studie en ze moest gaan werken binnen de amusementsorkesten. Toch had ze op haar zestiende al haar eigen strijkkwartet. Ze speelde in de grotere steden in België en met name aan de kust, denk aan bijvoorbeeld het Kursaal in Oostende.
Via Nijmegen kwam ze in 1938 terug naar Nederland en trok als violist heel Nederland door. In 1943 speelde ze proef bij het Residentie Orkest en kon plaatsnemen bij de tweede violen. Ze nam ook plaats in het Nederlands Strijkkwartet van Louis de Ruijter. In die eerste periode nam ze weer les bij genoemde Ruijter, maar ook bij Oskar Back. Dankzij die aanvullende studies mocht ze in 1945 voor het eerst soleren bij het orkest en dan nog wel in de grote concertzaal van het Gebouw voor Kunsten en Wetenschappen, het Kurhaus volgde al snel. Vanaf 1952 was ze tweede concertmeester van het RO als ook eerste concertmeester in het Residentie Kamer Orkest van Louis Stotijn. In dat jaar werd ze er bewust van dat ze geheel voor de muziek leefde. Ze soleerde bij diverse orkesten in de provincie en was ook wel op de radio te beluisteren.
In 1971 vertrok ze naar Leeuwarden om er naast Manuel Villuendas eerste concertmeester te worden in het Frysk Orkest. In 1974 kreeg ze gezelschap van Michiel de Sterke.
Een van haar leerlingen was Noortje Olof-Elias, de latere vrouw van violist Theo Olof; beiden waren enige tijd verbonden aan het RO. Een ander was Tineke de Jong, die ook wel soleerde bij het Frysk Orkest (in 2024 zelfstandig violiste).
Ze werd in 1976 dusdanig ziek dat ze moest worden opgenomen in het Sint Bonifatius Hospitaal in Leeuwarden, verpleging/verzorging mocht niet baten; ze overleed er op 60-jarige leeftijd. Ze werd gecremeerd in het crematorium te Goutum.